# 인덕원초등학교
인덕원초등학교는 대한민국 경기도 안양시 동안구 소재의 공립 초등학교이다.

## 학교 연혁
- 1986년 12월 10일 : 설립인가
- 1987년 9월 1일 : 초대 홍관철 교장 부임
- 1987년 9월 5일 : 개교
- 1999년 3월 1일 : 병설유치원 개원
- 2018년 2월 9일 : 제 28회 졸업 (총 졸업생 5023명)
- 2019년 9월 1일 : 제11대 고광덕 교장 부임